# ویکلکی
ویکلکی (به چکی: Výkleky) یک منطقهٔ مسکونی در جمهوری چک است که در شهرستان پرژروف واقع شده‌است.
 ویکلکی ۳٫۳۸ کیلومتر مربع مساحت و ۲۸۲ نفر جمعیت دارد و ۳۱۹ متر بالاتر از سطح دریا واقع شده‌است.